# Пройчо капитан
Пройчо капитан е легендарен български хайдутин от XVIII век.

## Биография
Пройчо капитан застава начело на чета, с която действа във Воденско в XVIII век. В 1762 година води сражение с турски аскер при село Брешор, Воденско. Двама хайдути са заловени живи, а останалите са убити. Турците отрязват главите им и ги изпращат в Румелийския диван. Жертвите от страна на турския аскер са трима убити и няколко ранени.